# Метью Голман
Ме́тью Го́лман (англ. Matthew J. Holman, народився 1967 року) — астрофізик Смітсонівської астрофізичної обсерваторії, лектор Гарвардського університету. Учився в Массачусетському технологічному інституті, де здобув ступінь бакалавра з математики 1989 року та доктора філософії з планетології 1994 року. 1998 року був нагороджений премією Ньюкомба Клівленда.
Від 25 січня 2015 року до 9 лютого 2021 року обіймав посаду виконувача обов'язків Центру малих планет, після того як попередній директор, Тімоті Спар, пішов з посади. Після Голмана директором ЦМП став Метью Пейн.
Працюючи в команді учених, зробив значний внесок у відкриття низки нерегулярних супутників Юпітера, Сатурна (Альбіорікс), Урана (Просперо, Сетебос, Стефано, Трінкуло, Маргарита, Франциско, Фердинанд) і Нептуна (Галімеда, Сао, Лаомедея, Несо).
Його ім'ям названий астероїд 3666 Голман (1979 HP).